# رگ‌های لنفاوی آوران
مویرگ‌های لنفی همواره به داخل رگ‌های لنفی بزرگتر به نام رگ‌های لنفاوی آوران (به انگلیسی:Afferent lymph vessel) که به تمامی غدد لنفاوی بدن جریان دارند تخلیه می‌شوند. این رگ‌های لنفی، دریچه‌هایی برای اطمینان از جاری شدن یک طرفهٔ مایع لنفی به خارج از بافت‌ها و به اطراف گره‌های لنفی دارند، و از این نظر مانند سیاه رگ‌ها عمل می‌کنند. امّا مویرگ‌ها دریچه‌های بیشتر و نیز دیواره‌های نازک تری دارند. چون رگ‌های لنفی ممکن است باکتری‌ها را از محل بافت عفونی زه کشی کنند، احتمال دارد گاهی اوقات در مسیر رگ لنفی خطی از التهاب را ببینیم. این ویژگی کلینیکی اساسی است و ممکن است نشاندهندهٔ پخش عفونت باشد.
رگ‌های لنفاوی آوران تنها در غدد لنفاوی یافت می‌شوند که این نکته کاملاً بر خلاف وجود رگ‌های لنفی وابران که آب میان بافتی را از گره‌های لنفی به جاهای دیگر حمل می کنند، در تیموس و طحال است.

## نگارخانه

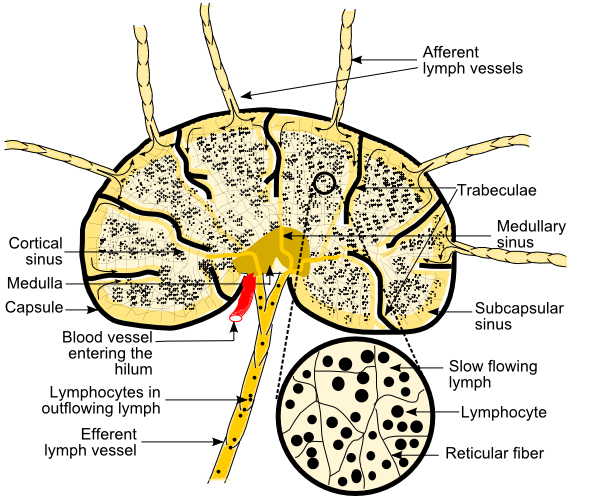
نگارهٔ نشان دهندهٔ سینوس‌های لنفاوی